# Манфред Метцґер
Манфред Метцґер (26 травня 1905 — 28 лютого 1986) — швейцарський яхтсмен.
Бронзовий призер Олімпійських Ігор 1960 року в класі 5,5 метра.